# Presa La Angostura
La Presa La Angostura, oficialmente llamada Central Hidroeléctrica Belisario Domínguez, es la presa con el embalse más grande de México. Está ubicada en la zona más alta del cauce del Río Grijalva en territorio mexicano, en el municipio de Venustiano Carranza, Chiapas. Inició operaciones el 14 de julio de 1976.
La central hidroeléctrica tiene una potencia instalada de 900 megawatts para generación de energía eléctrica, tiene un embalse con una capacidad ordinaria aproximada de 10 727 de hectómetros cúbicos de agua y una capacidad extraordinaria de hasta 12 762 Hm³, siendo así la mayor de México. La altura de su cortina es de 143 metros.
Todo el complejo se localiza en la Cuenca Superior del río Grijalva, en una sección estrecha conocida como Río Chejel o Cañón de La Angostura. Ahí confluyen varios ríos tributarios del Grijalva que descienden desde el Altiplano Central Chiapaneco, al norte, y de la Sierra Madre al sur.
La construcción, que estuvo al cargo de la CFE, inició en 1969 y concluyó en 1974. Desde que arrancó la construcción de este proyecto hidroeléctrico, existió una gran preocupación por las serias afectaciones que tendría en las poblaciones aledañas. En un detallado estudio dirigido por el antropólogo Ángel Palerm sobre los principales efectos socioculturales que sufrían los asentamientos de la rivera norte (Yuchenes, Venustiano Carranza, Chachí, Vega del Paso, Ricardo Flores Mogón y Belisario Domínguez ) y sur (Concordia, Agua Prieta, Ignacio Zaragoza y Niños Héroes), se detalló que muchas de las mejores tierras agrícolas de labor del estado quedarían sumergidas en las aguas: “la producción de maíz que se genera en el área por afectar representa el 7% de la producción total de la producción del Estado; la producción de frijol representa el 12% del total producido y la de arroz el 40%. A esta información cabría agregar los datos correspondientes a la ganadería y a los propietarios privados, con lo que el panorama resultaría aún más obscuro”. Las advertencias de Palerm fueron bastante acertadas, pues actualmente se sabe que “de las 60.000 ha que conforman el embalse, 50.664 ha correspondían a propiedades particulares (fincas) y 10.164 hectáreas a tierras ejidales”.